# Hymedesmia laevis
Hymedesmia laevis är en svampdjursart som beskrevs av Thiele 1905. Hymedesmia laevis ingår i släktet Hymedesmia och familjen Hymedesmiidae. Inga underarter finns listade i Catalogue of Life.